# Grammostola rosea
La tarantola rosa cilena (Grammostola rosea), nota anche come tarantola fiamma del Cile o tarantola cilena del fuoco, è probabilmente la specie più comune di tarantola disponibile oggi sul mercato grazie sia alla facilità di adattamento, sia al gran numero di esemplari selvatici catturati ed esportati a basso costo dalla loro origine cilena. La Grammostola rosea proviene dal nord del deserto di Atacama, situato nel Cile. La Grammostola rosea è un animale molto comune e le femmine possono vivere fino a 15-20 anni ma vi è la possibilità che possano vivere molto più a lungo.

## Nutrimento e habitat
La Grammostola rosea vive principalmente nel deserto di Atacama, tra il Cile, la Bolivia e l'Argentina. Si nutre principalmente di grilli, blatte, farfalle e cavallette.

## Vita in cattività

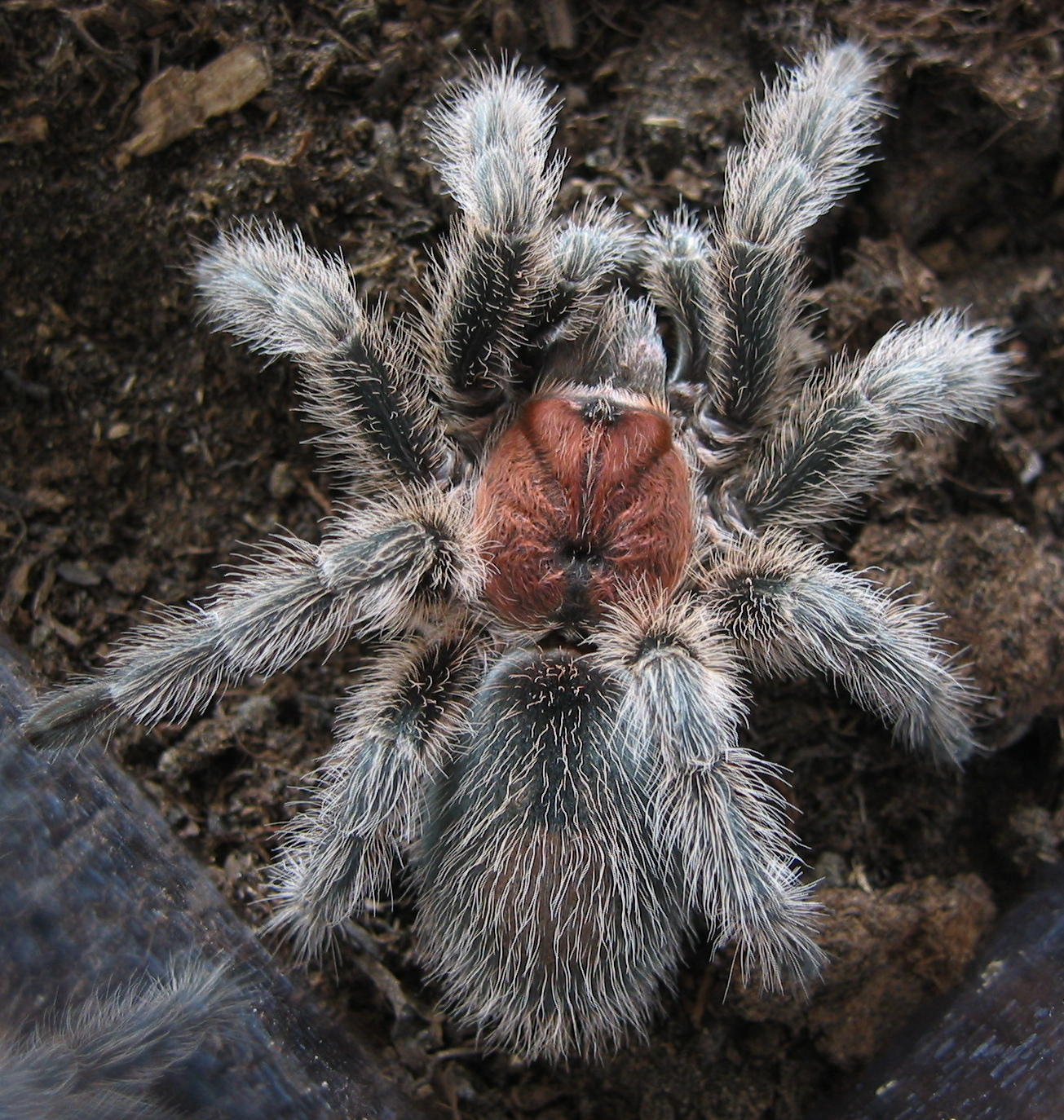
Un giovane esemplare di Grammostola rosea all'interno di un terrario

La Grammostola rosea, come molte altre tarantole, viene tenuta come animale domestico, anche se non è in grado di stringere alcun rapporto di empatia con il suo "padrone". È una delle specie più diffuse data la facile reperibilità, il grande adattamento e le poche cure ed attenzioni necessarie. Proprio per tali caratteristiche, è la specie più consigliata per i principianti o per coloro che non hanno molto tempo da dedicare ad un classico animale domestico. È necessario un terrario non molto ampio (30 cm x 30 cm sono sufficienti) e, soprattutto, non troppo alto (bastano 30 cm di altezza), con una temperatura compresa tra i 24 ed i 28 gradi e un'umidità compresa tra il 65% ed il 75% circa, per simulare le condizioni di vita nel deserto. Va nutrita con 4-6 grilli ogni tre settimane o, in alternativa, 1 locusta a settimana.
La Grammostola rosea non necessita di documentazione CITES, in quanto non rientra tra le specie in via d'estinzione e non rientra nella legge nº213 del 1º agosto 2003, in quanto non è velenosa.